# 개양귀비 들판에서

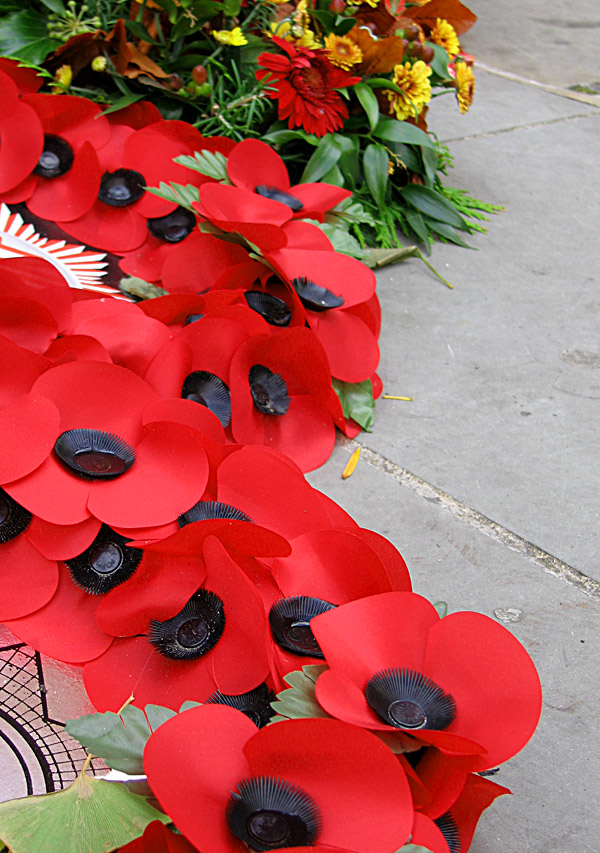
영령 기념일에는 전사자를 기리기 위해 개양귀비 조화가 쓰인다.

개양귀비 들판에서(In Flanders Fields)는 제1차 세계대전 중에 쓰인 시 중에서 가장 유명한 시 중 하나이다. 그래서 그때 당시 "가장 유명한 시"라고 불렸다. 캐나다군 중령으로 전쟁에 참가한 군의관 존 맥크래(John McCrae)가 그의 친구 알렉시스 헬머 중위가 전사한 후 1915년 5월 3일에 썼다. 그 해 12월 8일 펀치 매거진(Punch magazine)란 잡지를 통해서 첫 출판되었다. 현재 캐나다에서는 매년 종전 기념일인 11월 11일 11시에 2분간의 묵념 후 이 시를 낭독하거나 배운다.

## 역사적 배경
매년 종전 기념일(11월 11일, 제1차 세계대전에 참전한 영연방 국가들의 현충일)이 되면 많은 사람들이 가슴에 달고 다니는 개양귀비 꽃은 이 시에서 아주 많이 인용된다. 개양귀비 꽃씨는 주로 땅 속에 있다가 땅이 파헤쳐지면 싹을 틔워 꽃을 피우는데 주로 전쟁터에서 많이 피었다. 시에 나타난 플랑드르 지방은 작가의 동료가 전사한 지방으로 벨기에, 네덜란드, 프랑스 지방에 걸쳐있다.

## 전문
| In Flanders fields In Flanders fields the poppies blow Between the crosses, row on row, That mark our place; and in the sky The larks, still bravely singing, fly Scarce heard amid the guns below. We are the dead. Short days ago We lived, felt dawn, saw sunset glow, Loved, and were loved, and now we lie In Flanders fields. Take up our quarrel with the foe: To you from failing hands we throw The torch; be yours to hold it high. If ye break faith with us who die We shall not sleep, though poppies grow In Flanders fields. — Lt.-Col. John McCrae | 개양귀비 들판에서 플랜더즈 들판에 양귀비꽃 피었네, 줄줄이 서있는 십자가들 사이에. 그 십자가는 우리가 누운 곳 알려주기 위함. 그리고 하늘에는 종달새 힘차게 노래하며 날아오르건만 저 밑에 요란한 총소리 있어 그 노래 잘 들리지는 않네. 우리는 이제 운명을 달리한 자들. 며칠 전만 해도 살아서 새벽을 느꼈고 석양을 바라보았네. 사랑하기도 하고 받기도 하였건만 지금 우리는 플랜더즈 들판에 이렇게 누워 있다네. 우리의 싸움과 우리의 적을 이어받으라. 힘이 빠져가는 내 손으로 그대 향해 던지는 이 횃불 이제 그대의 것이니 붙잡고 높이 들게나. 우리와의 신의를 그대 저 버린다면 우리는 영영 잠들지 못하리, 비록 플랜더즈 들판에 양귀비꽃 자란다 하여도. — 존 맥크래(1872~1918) |  |